# Gaylen Ross
Gaylen Ross (Indianapolis, 15 agosto 1950) è un'attrice e regista statunitense.

## Biografia
Gaylen Ross è un'attrice la cui carriera si lega strettamente a quella del regista George A. Romero. È nota soprattutto per aver interpretato in Zombi il personaggio della battagliera Francine costretta ad apprendere tutte le arti della guerra e a lottare disperatamente per sopravvivere in un mondo allo sfascio dominato da cadaveri ambulanti. Il ruolo e il film avrebbero potuto spalancarle agevolmente un futuro nel cinema, ma Gaylen arrestò il suo cammino come attrice a tre pellicole: dopo Zombi interpreta nel 1981 uno slasher di Joe Giannone, Madman, accreditandosi con lo pseudonimo Alexis Dubin e quindi venne ripresa da Romero per la parte di Becky Vickers nell'episodio Alta marea di Creepshow in cui fa una fine terribile, sepolta nella sabbia fino al collo sulla battigia e annegata dalla marea montante. La si ritrovò due anni più tardi, sempre nella crew di Romero, come casting director di Il giorno degli zombi. Poi della Gaylen si persero le tracce fino alla seconda metà degli anni novanta quando riapparve in alcuni episodi della serie tv Walker Texas Ranger e scrisse, produsse e diresse un pugno di documentari, ad esempio Dealers Among Dealers del 1995, con sua regia, e Blood Money: Switzerland's Nazi Gold di Stephen Crisman.

## Filmografia
- Zombi (Dawn of the dead, 1978)
- Madman (1982)
- Creepshow (1982)
- Walker Texas Ranger (1996-1997) - 2 episodi

## Doppiatrici italiane
Gaylen Ross è stata doppiata da:
- Vittoria Febbi in Zombi (film)
- Anna Melato in Creepshow